# John Valentine Carruthers
John Valentine Carruthers (* 1958 in Wortley) ist ein englischer Musiker. Er war Gitarrist der experimentellen Band Clock DVA, ehe er 1984 Nachfolger von Robert Smith bei Siouxsie and the Banshees wurde. Da sich Carruthers nie wirklich in die Band einfügte und nicht die gewünschte Kreativität mitbrachte, wurde er 1987 gefeuert und durch Jon Klein ersetzt. 1993 war Carruthers zusammen mit Fred Schreck (Gesang), Ex-Killing Joke Drummer Paul Ferguson und John Micco (Bass) Gitarrist und Songschreiber der Band Crush, die jedoch nur kurz existierte und ein Album veröffentlichte.